# Конфітюр
Конфітюр (фр. confiture) — це будь-який фруктовий джем, мармелад, паста, солодощі, або фрукти, тушковані в густому сиропі. «Конфі-», корінь слова, походить від фр. confire, досл. «збережений». Конфі — це будь-який вид їжі, яку повільно готуєть протягом тривалого періоду часу як спосіб її консервування.

## Галерея

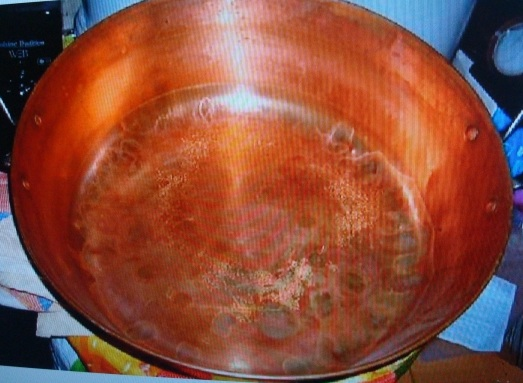
Мідна миска для приготування конфітюру